# Мопане
Мопане (лат. Colophospermum mopane) — единственный вид деревьев из монотипного рода Colophospermum Kirk ex J.Léonard семейства Бобовые (Fabaceae).

## Название
Название Colophospermum взято из греческого и означает «масляные семена», как указание на смолистые семена растения. Часть названия colophos (канифоль) намекает, очевидно, на сильный скипидарный запах смолы мопане. Мопане — местное название растения.

## Описание
Представляет собой листопадное дерево, сбрасывающее листву перед зимним сухим периодом.
Несколько кривой ствол покрыт шероховатой серо-коричневой корой с глубокими вертикальными бороздами. Парные листья, напоминающие бабочек, складывающиеся во время сильной жары, и плоские стручки с клейкими семенами делают дерево легко узнаваемым. При растирании листья издают запах скипидара.
Цветёт в декабре-январе, цветы маленькие, зелёные. Плод — коробочка своеобразной формы, созревает с апреля по июнь и содержит смолистые плоские почковидные семена.
Листья мопане служат пищей многим травоядным, таким как слоны, жирафы и носороги.

## Ареал и места произрастания
Мопане растёт в жарких, сухих областях на высоте от 200 до 1500 м над уровнем моря на севере Южной Африки, в Зимбабве, Мозамбике, Ботсване, Замбии, Намибии, Анголе и Малави.
Дерево встречается на тощих, плохо дренированных, щелочных (с высоким содержанием кальция) почвах. В таких условиях оно часто становится лесообразующей породой. Растёт также на затапливаемых реками землях.
В Южной Африке и соседних областях Ботсваны и Зимбабве деревья имеют высоту от 4 до 18 м и называются кустами мопане, иногда образуют рощи. За пределами жарких областей без заморозков и с летними ливнями эти деревья растут плохо.

## Использование

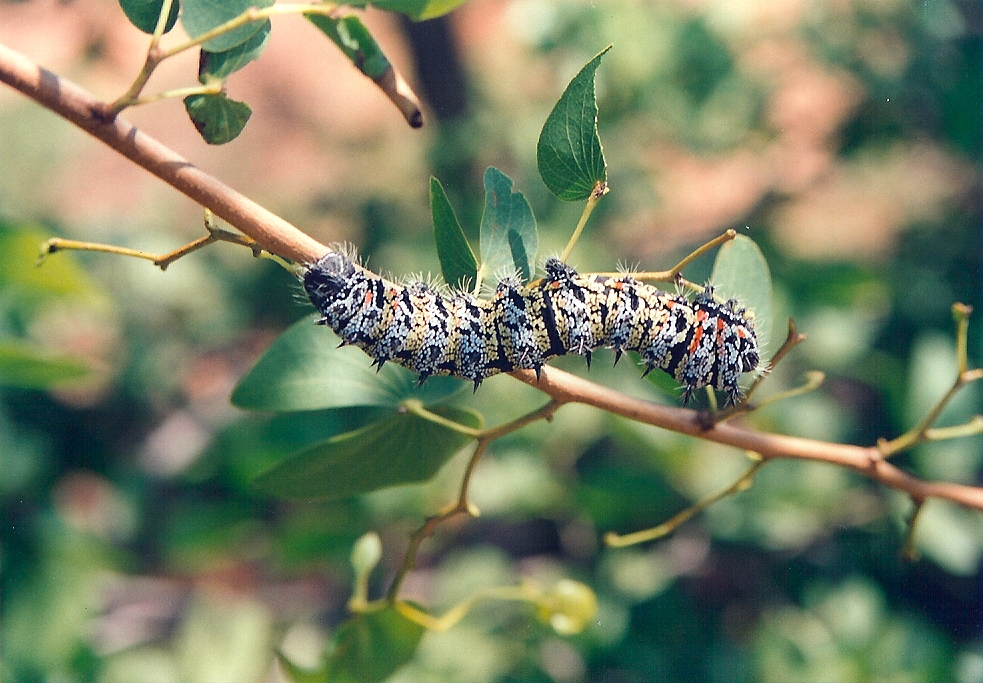
Гусеница Gonimbrasia belina на мопане

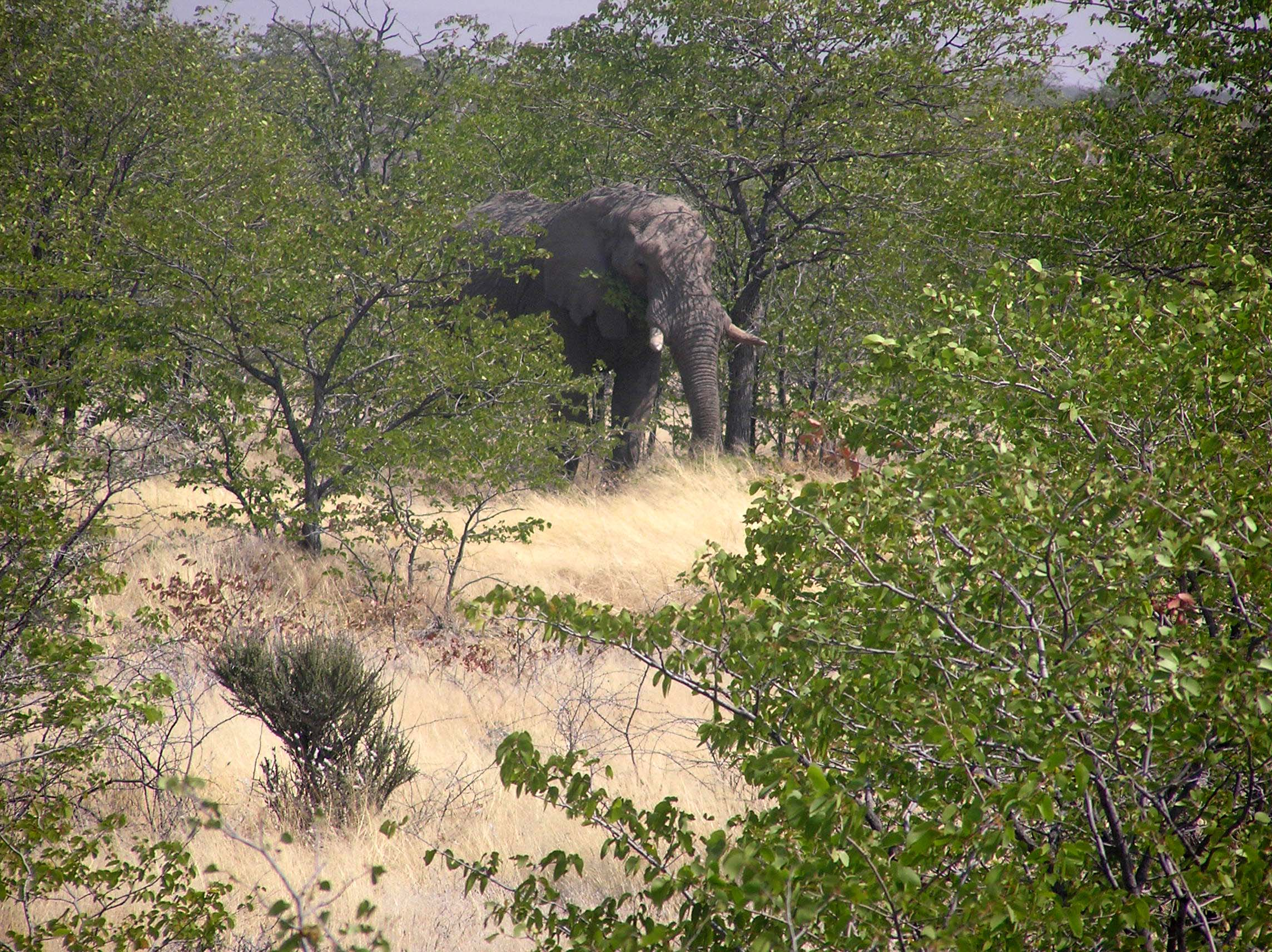
Слон между деревьями мопане в национальном парке Этоша

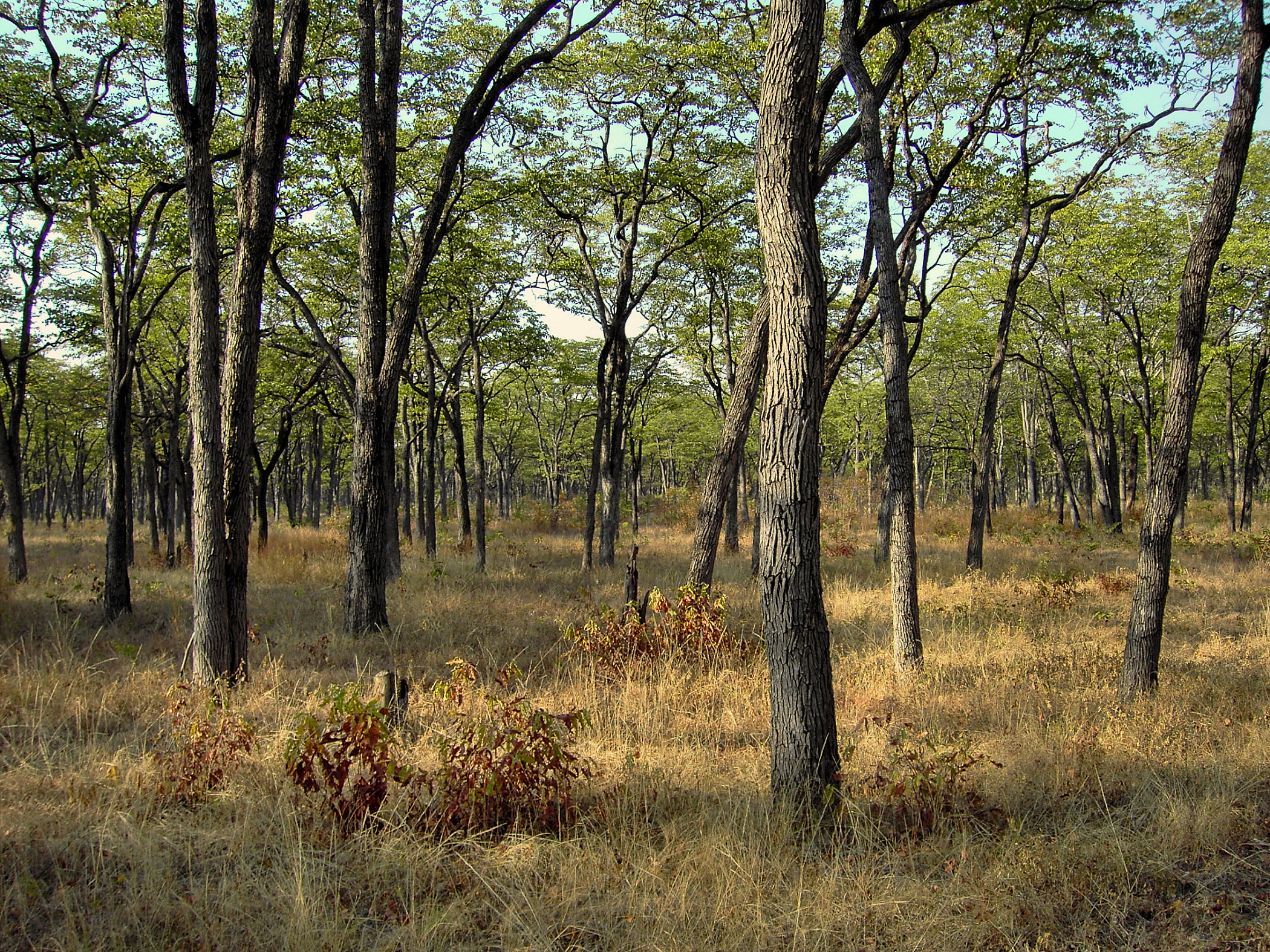
Лес из деревьев мопане

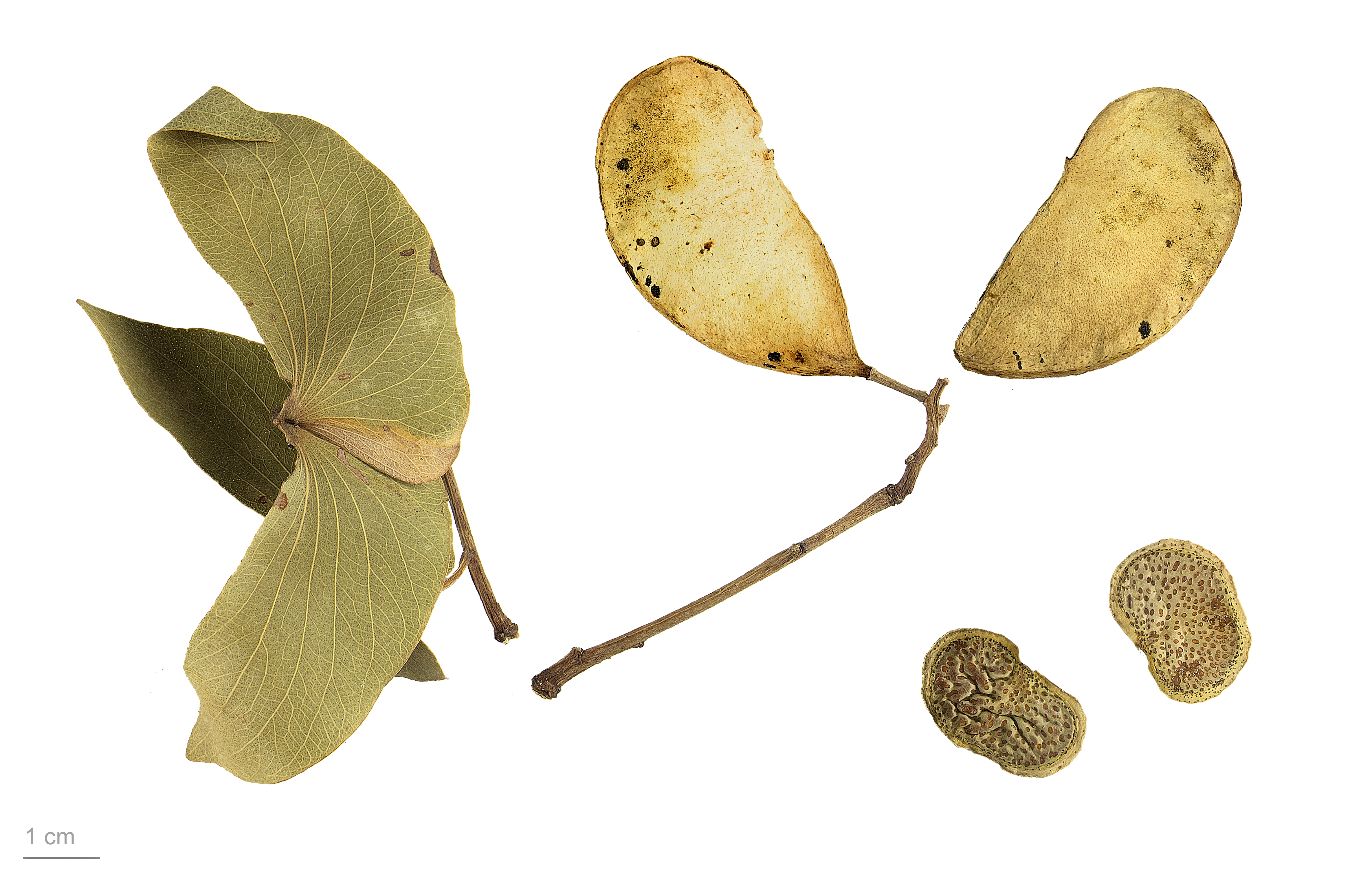
Colophospermum mopane - Тулузский музей

Наряду с Acacia erioloba и Combretum imberbe это дерево является главным источником дров на юге Африки. Листья служат пищей для гусениц ночной бабочки Gonimbrasia belina из семейства Павлиноглазок. Из-за высокого содержания белка этих гусениц употребляют в пищу люди, в жареном или сушёном виде. Кроме того, из них готовят «суп из червей мопане». Коконы гусениц используют для выработки шёлка. Сбор гусениц мопане является важным источником доходов для многих жителей юга Африки.
Кору применяют для изготовления верёвок и для дубления, листья — для заживления ран и как средство от проблем пищеварения, веточки продаются как зубные щётки.
Твёрдая красноватая древесина мопане относится к самым тяжёлым видам древесины южной Африки (плотность 1300 кг/м³) и трудна в обработке из-за своей твёрдости. Однако именно это делает её устойчивой против термитов, вследствие чего из неё часто делают заборные столбы и покрытие полов, она традиционно используется для постройки домов и заборов, находила также применение для изготовления шпал и шахтной крепи.
В последнее время растёт её потребление для изготовления музыкальных инструментов, в основном духовых. Сопоставимый по качеству гренадил (Dalbergia melanoxylon), традиционно применяемый на кларнеты, найти всё труднее. Древесина мопане содержит довольно много масла, очень хорошо сохнет почти без растрескивания, из неё получаются инструменты с тёплым богатым звуком.